# Крістофоро Моро
Крістофоро Моро (італ. Cristoforo Moro) — 67-й венеційський дож у 1462—1471 роках.

## Біографія
Належав до родини Моро, відомої з X ст. Син Лоренцо Моро, прокуратора контради Сан-Дзан-Дзегола. Його матір ймовірно походила з родини венеційського колоніста з Криту. Навчався у Падуанському університеті. У 1412 році одружився з Крістіною Санудо ді Леонардо ді Маріно Сан-Поло, сестрою дядька відомого історика та хроніста Маріно Санудо. Вона принесла в посагу 1200 дукатів. 
1415 року призначається консулом купців. 1429 року стає подестою Кіоджі, де наказав звести велике зерносховище. 16 грудня 1432 року стає подестою і ректором Беллуно, а наступного року — Брешії. 1439 року брав участь у складі посольства до Мілану щодо обміну полоненими. 15 серпня того ж року увійшов до зонти Ради десяти, 3 жовтня увійшов до складу посольства на Флорентійський собор. 1442 року призначено капітаном (командиром залоги) Падуї. 
1444 року став консільєре (радником) дожа, а 1445 року — членом Авагадорії. 14 вересня 1448 року стає одним з трьох прокураторів de ultra Святого Марка. 
19 вересня 1453 року Моро та Андреа Дона були обрані «мудрими» (саві) для розгляду справи Банка Сорандцо, банкрутство якого призвело до серйозних фінансових проблем. Того ж року був відправлений з посольством до папського двору, щоб досягти миру з Франческо Сфорца. Подорож тривала з жовтня 1453 року до середини березня 1454 року і вирішально сприяла укладенню Лодійського миру 9 квітня 1454 року. 20 лютого 1455 року його було призначено проведитором державних доходів (італ. Provveditore delle Pubbliche entrate), що означало, що він відповідав за всі державні доходи.
1462 року обирається дожем, випередивши Марко Фоскарі. 1463 року розпочалась Перша османсько-венеційська війна, незважаючи на те, що спочатку Сенат і Мала рада бажали завершити конфлікт перемовинами. Серед тих хто виступав проти рішення на користь війни був Крістофоро Моро. Папа римський Пій II надіслав Моро освячений меч з наміром переконати Венецію приєднатися до антиосманського союзу. 28 липня Сенат з мінімальною перевагою проголосував за оголошення війни Порті. 30 липня 1464 року на чолі венеційського флоту вирушив до Мореї, але 12 серпня біля Анкони він довідався про смерть Папи Римського і повернувся до Венеції. 
До 1466 року бойові дії переважно точились на Пелопоннеському півострові та в Егейському морі, після чого основні події відбувалися в Албанії. Разом з тим у 1469 році Сенат за пропозицією дожа відправив посольство до Ахмата, хана Великої Орди, з пропозицією антиосманського союзу, але посол Джованні Тревізан не зміг дістатися місця призначення, а потім його було арештовано великим князем московським Іваном III за підозрою у шпигунстві. 
1470 року венеційці втратили Неграпонте. Війна не завершилася до смерті дожа. 30 березня 1471 року писав листа польському королю та великому князю литовському Казимиру IV стосовно можливості долучення останнього до війни з Османською імперією. але відповіді не отримав.
Водночас разом зі своєю дружиною Крістіною Санудо сприяв розвитку мистецтва друкарства у Венеції. За наказом Моро також відбувалася розбудова Палацу дожів та Собору Святого Марка.
Помер 9 листопада 1471 року серед байдужості народу, залишивши все своє майно релігійним установам, зокрема церкві Сан-Джоббе, оскільки його син Нікколо помер ще до того.